# Condado autónomo de Bonan, Dongxiang y Salar de Jishishan
El Condado autónomo de Bonan, Dongxiang y Salar de Jishishan (en chino: 积石山保安族东乡族撒拉族自治县, romanizado: Jīshíshān bǎo'ānzú dōngxiāngzú sālāzú Zìzhìxiàn) es un distrito administrativo en la provincia de Gansu, República Popular China. Está bajo la jurisdicción de la prefectura autónoma hui de Linxia.
El condado está situado en una zona mayoritariamente montañosa al sur del río Amarillo, cerca de la frontera entre Gansu y Qinghai. La población total era de 239.390 en 2020. Como sugiere el nombre del condado, varias etnias, predominantemente musulmanas, están presentes allí: Bonan, Dongxiang y Salar, además de Hui. Estas minorías constituyen conjuntamente el 64,9 % de la población total.
Hay 21.400 bonan en Jishishan, lo que representa el 95 % de la población de esta etnia. Son conocidos por cultivar pimienta y nueces de Sichuan. Su cocina local incluye Maisui Baozi al estilo Bonan y carne de cordero.